# Polyrhachis arcuata
Polyrhachis arcuata är en myrart som först beskrevs av Le Guillou 1842.  Polyrhachis arcuata ingår i släktet Polyrhachis och familjen myror.

## Underarter
Arten delas in i följande underarter:
- P. a. acutinoda
- P. a. arcuata
- P. a. aruana
- P. a. continentis
- P. a. denselineata